# The Astronomer's Telegram
The Astronomer's Telegram (ATel) è un servizio di pubblicazione online di brevi note per la diffusione rapida di informazioni su nuove osservazioni astronomiche a servizio della comunità scientifica. Non esistono restrizioni in materia di contenuto. Alcuni esempi di fenomeni astronomici rapidi, che potrebbero essere oggetto dei telegrammi, sono i lampi di raggi gamma, microlenti, supernovae, novae o transienti a raggi X. I telegrammi sono disponibili istantaneamente sul sito web del servizio e distribuiti ai ricercatori tramite email entro 24 ore.  
The Astronomer's Telegram è stato avviato il 17 dicembre 1997 da Robert E. Rutledge, con l'obiettivo di condividere rapidamente (in tempi dell'ordine dei secondi) informazioni di interesse per gli astronomi. I telegrammi vengono inviati quotidianamente via e-mail, ma telegrammi che riguardano eventi particolarmente rapidi possono essere trasmessi istantaneamente. Dal 2013, le informazioni vengono anche trasmesse su Twitter e Facebook. Per poter pubblicare, i ricercatori interessati devono richiedere delle credenziali. Le credenziali vengono date ad astronomi professionisti e laureati, previa verifica tramite contatto personale.
Ad aprile 2020, sono stati pubblicati più di 13000 telegrammi. 

## Storia
Mentre lavorava al Max Planck Institute for Extraterrestrische Physik, Robert Rutledge ha fondato il sito, sfruttando la sua esperienza delle tecnologie informatiche del periodo 1995-1996, quando il web si era rivelato prezioso nella scoperta e nella caratterizzazione, da parte di più scienziati che lavorano in modo informale e collaborativo, della Bursting Pulsar, nota con la sigla GRO J1744-28. Il lavoro iniziò nel dipartimento di astronomia della Università della California - Berkeley, dove Rutledge era ricercatore post-doc sotto la guida del professor Lars Bildsten. 
Il servizio ha ricevuto attenzione internazionale a seguito del 20 marzo 2018, quando Peter Dunsby inviò la segnalazione di "un transiente ottico molto luminoso vicino alle nebulose Trifida e Laguna". Quaranta minuti dopo l'autore ha inviato un nuovo telegramma, scrivendo che l'oggetto in questione "è stato identificato come Marte" e scusandosi per l'inconveniente. Gli editori del The Astronomer's Telegram  hanno presentato a Dunsby un premio tongue-in-cheek come scopritore di Marte.
Dunsby in seguito descrisse l'incidente a Newsweek come "un errore onesto derivante semplicemente dal mancato controllo di cos'altro ci fosse nel campo della mia macchina fotografica, durante una sessione di astrofotografia automatizzata, e le cui conseguenze, in una visione più ampia dell'accaduto, sono state minime. Il mondo ha bisogno di sorridere di più, quindi qualcosa di buono è uscito da questo episodio”.  

## Organizzazione
The Astronomer's Telegram ha attualmente (nel 2020) un caporedattore e altri due collaboratori. Il servizio ATel è gratuito, sia per gli editori che per i lettori dei telegrammi. I redattori ricordano agli autori di riportare comunque le scoperte di supernovae o comete al Central Bureau for Astronomical Telegrams (CBAT), che è l'organo designato dall'Unione Astronomica Internazionale ad occuparsi di tali scoperte.